# Syndrom Stendhala

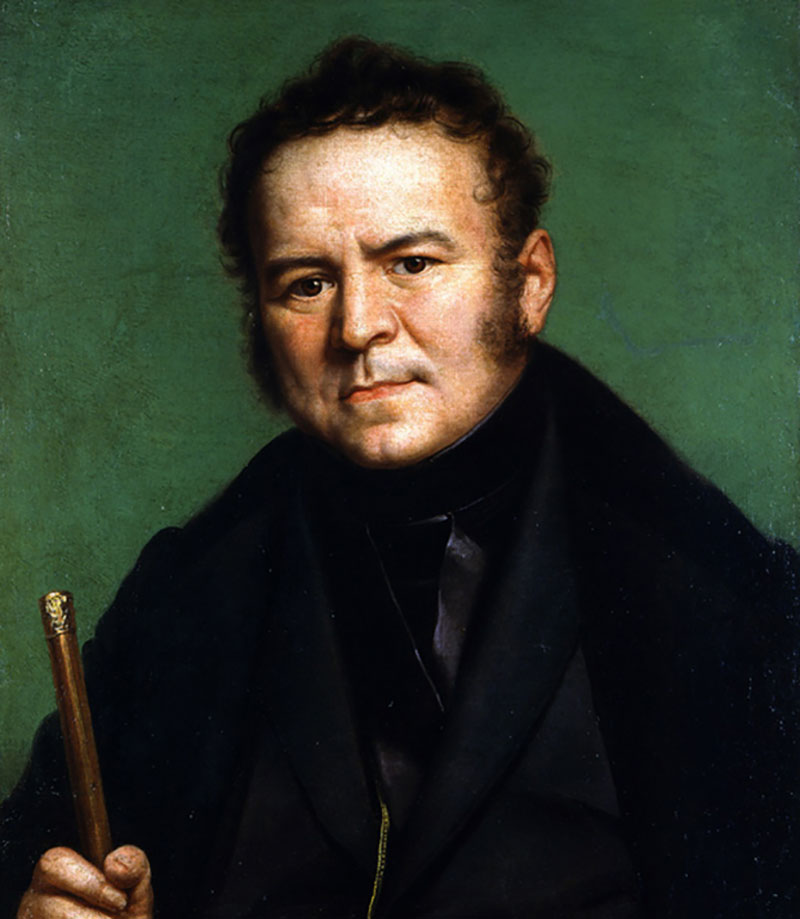
Stendhal

Syndrom Stendhala – rodzaj zaburzenia somatoformicznego, przejawiającego się przyśpieszonym biciem serca, zawrotami głowy, dezorientacją, a nawet halucynacjami powstającymi u niektórych osób na widok wspaniałości, dzieł sztuki i zabytków zgromadzonych na małej przestrzeni.
Nazwa tego zjawiska wywodzi się od opisanej w pamiętnikach z 1817 francuskiego pisarza Stendhala słabości, której doznał on przyjechawszy do Florencji po zwiedzeniu galerii Uffizi, odwiedzeniu grobu Dantego w kościele Świętego Krzyża, obejrzeniu Dawida Michała Anioła. Musiał po tych wrażeniach kilka dni spędzić w łóżku z gorączką, a kiedy zdecydował się wyjść ponownie na ulice miasta – doznawał znów, jak sam to opisał, „gwałtownego kołatania serca”.
Zjawisko to nazwała po raz pierwszy włoska lekarka psychiatra Graziella Magherini w roku 1979, która zauważyła we Florencji więcej tego typu reakcji na nagromadzenie dzieł sztuki, pracując w tamtejszym szpitalu Santa Maria Nuova. Syndrom Stendhala zdiagnozowano po raz pierwszy w roku 1982.
Podobnym zjawiskiem występującym u niektórych osób w innych sytuacjach jest także reakcja na „przesyt wyboru” podczas zakupów albo także wrażenia odbierane niekiedy podczas słuchania muzyki z okresu romantyzmu.
W 1996 nakręcono we Włoszech film – horror kryminalny pod tytułem La Sindrome di Stendhal (Syndrom Stendhala). Akcja filmu odbywa się m.in. w pałacu Uffizi.